# Инаугурация Джо Байдена
Инаугурация Джо Байдена в качестве 46-го президента США состоялась 20 января 2021 года, ознаменовав начало  четырёхлетнего срока Джозефа Байдена на посту президента. 59-я инаугурация президента состоялась с западной стороны от Капитолия в Вашингтоне, округ Колумбия. Байден принёс президентскую присягу, перед которой к присяге на пост вице-президента была приведена Камала Харрис.
Инаугурация состоялась в условиях острого политического кризиса, кризиса в области общественного здравоохранения, экономики и национальной безопасности, включая продолжающуюся пандемию COVID-19; непризнание Дональдом Трампом и частью населения итогов президентских выборов в Соединенных Штатах 2020 года; беспорядки у Капитолия в Вашингтоне; попытка второго импичмента Дональда Трампа; теоретическая угроза массовых беспорядков, из-за чего правоохранительные органы проводили активную работу по всей стране. Праздничные мероприятия были резко свёрнуты, по официальным заявлениям, это было сделано для предотвращения распространения COVID-19, но как отметили многие наблюдатели, реально это было сделано, чтобы предотвратить возможный срыв инаугурации Джосефа Байдена его противниками. Во время инаугурации были предприняты беспрецедентные меры безопасности: в Вашингтон было стянуто 25 000 солдат Национальной гвардии, здание Капитолия было окружено забором с колючей проволокой, на улицах были выстроены баррикады.
Количество людей на самом мероприятии было резко ограничено; на мероприятии имели право присутствовать только члены Конгресса, которые имели право быть в сопровождении только с одним гостем по своему выбору. Всем остальным гражданам США было запрещено присутствовать на мероприятии, как это всегда происходило до этого, вместо людей на аллее перед Капитолием установили 200 тысяч государственных флагов, это была первая инаугурация президента в истории США, когда на мероприятии было запрещено присутствовать обычным американцам. Для защиты здоровья тех немногочисленных участников церемонии, которые всё же пришли, были использованы различные меры, такие как обязательное ношение медицинских масок, тестирование, проверка температуры и социальное дистанцирование.
На инаугурации присутствовали бывшие президенты Барак Обама, Джордж Буш-младший, Билл Клинтон с супругами. Всего на мероприятии с ними на сцене сидели около 200 человек. Все они заранее сдали тесты на коронавирус.
Инаугурацию не посетил окончивший свои полномочия президент Дональд Трамп. Это стало первым подобным случаем с 1869 года, когда окончивший свои полномочия президент Эндрю Джонсон отказался посетить инаугурацию своего преемника Улисса Гранта. Также на инаугурации отсутствовал 96-летний бывший президент Джимми Картер, так как опасался заразиться коронавирусом. До 2021 года Картер не пропустил ни одной церемонии.
Основными темами инаугурационной речи были «Объединение Америки» и «Наша решительная демократия: создание более совершенного союза».

## Торжественные мероприятия

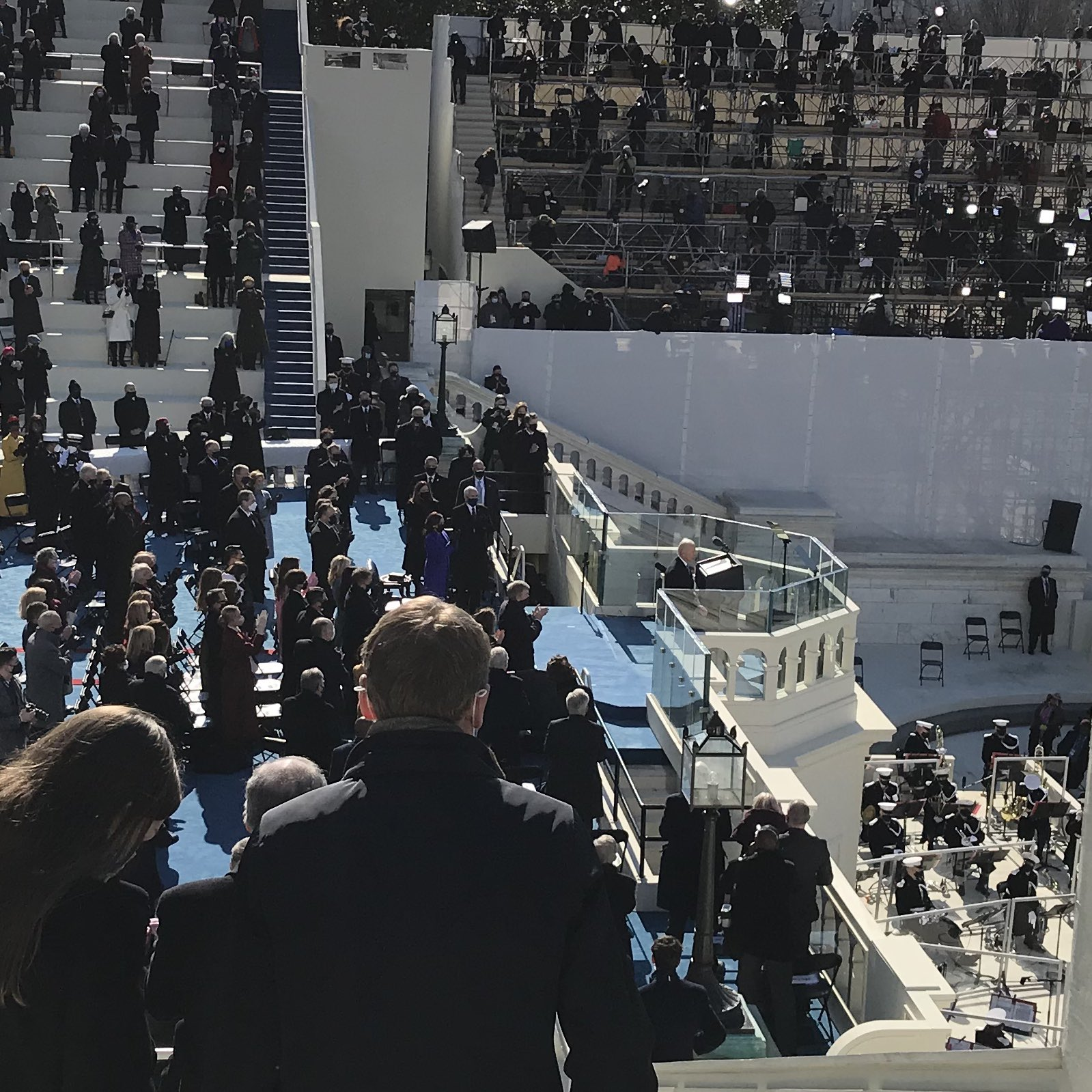
Джо Байден произносит речь.

Леди Гага спела первый куплет гимна США «Звёздно-полосатый флаг». Затем Дженнифер Лопес спела песню Вуди Гатри «This Land is Your Land».
Джо Байден присягал на Библии в толстом кожаном переплёте с кельтским крестом на обложке, которая хранилась в его семье с 1893 года.

### Инаугурационная речь
Байден произнёс 21-минутную речь, в которой призвал американцев к единению. Он структурно выстроил речь на основе двух побед и призыва к единению ради будущего. Известно, что помогал в написании речи спичрайтер Виней Редди. Американское издание The New York Times охарактеризовала речь как «прямое опровержение» инаугурационной речи Трампа (в которой Трамп говорил об «американской бойне»), поскольку Байден призвал положить конец «негражданской войне».
После присяги и речи Байдена на сцену вышел кантри-исполнитель Гарт Брукс, исполнивший христианский гимн «О, благодать». Затем 22-летняя Национальный молодёжный поэт-лауреат Аманда Горман прочитала специально написанное по случаю инаугурации стихотворение. Церемония инаугурации закончилась проповедью пастора методистской церкви Сильвестра Бимена, который является близким знакомым Джо Байдена.